# Crassula subaphylla
Crassula subaphylla är en fetbladsväxtart som först beskrevs av Christian Friedrich Frederik Ecklon och Zeyh., och fick sitt nu gällande namn av William Henry Harvey. Crassula subaphylla ingår i släktet krassulor, och familjen fetbladsväxter. Utöver nominatformen finns också underarten C. s. virgata.